# Sthenias gahani
Sthenias gahani är en skalbaggsart som först beskrevs av Maurice Pic 1912.  Sthenias gahani ingår i släktet Sthenias och familjen långhorningar. Inga underarter finns listade i Catalogue of Life.